# Alberto Giuriato
Alberto Giuriato (12 mei 1998) is een Italiaans baan- en wegwielrenner.

## Carrière
Als junior won Giuriato, samen met Mattia Pezzarini, Emanuele Amadio, Gabriel Marchesan en Nicola Venchiarutti, de ploegenachtervolging tijdens de nationale kampioenschappen baanwielrennen voor junioren in 2016.
Op de weg won Giuriato in 2017 de Grote Prijs van Törökbálint, een Hongaarse eendagswedstrijd. Eerder dat jaar was hij al onder meer vijftiende geworden in de Grote Prijs van Kranj.

## Baanwielrennen

### Palmares
| Jaar     | IK                   | EK       | WK       | Overig   |
| Junioren | Junioren             | Junioren | Junioren | Junioren |
| -------- | -------------------- | -------- | -------- | -------- |
| 2016     | Ploegenachtervolging |          |          |          |

## Wegwielrennen

### Overwinningen
2017
Grote Prijs van Törökbálint